# Port-le-Grand
Port-le-Grand est une commune française située dans le département de la Somme, en région Hauts-de-France.
Depuis juillet 2020, la commune fait partie du parc naturel régional Baie de Somme - Picardie maritime.
La commune fait aussi partie des villages labellisés Pays d'art et d'histoire qui œuvrent à mettre en avant leur patrimoine,.

## Géographie

### Localisation
Port-le-Grand un village picard du Ponthieu.
À vol d'oiseau, la localité est située à 7 km au sud de Nouvion, 8 km au nord-ouest d'Abbeville, 10 km au sud-est de Saint-Valery-sur-Somme et à 48 km au nord-ouest d'Amiens.
Le territoire de la commune est limitrophe de ceux de cinq communes.
Les communes limitrophes sont Buigny-Saint-Maclou, Grand-Laviers, Noyelles-sur-Mer, Saigneville et Sailly-Flibeaucourt.

### Hydrographie

#### Réseau hydrographique
La commune est située dans le bassin Artois-Picardie. Elle est drainée par  et divers autres petits cours d'eau.

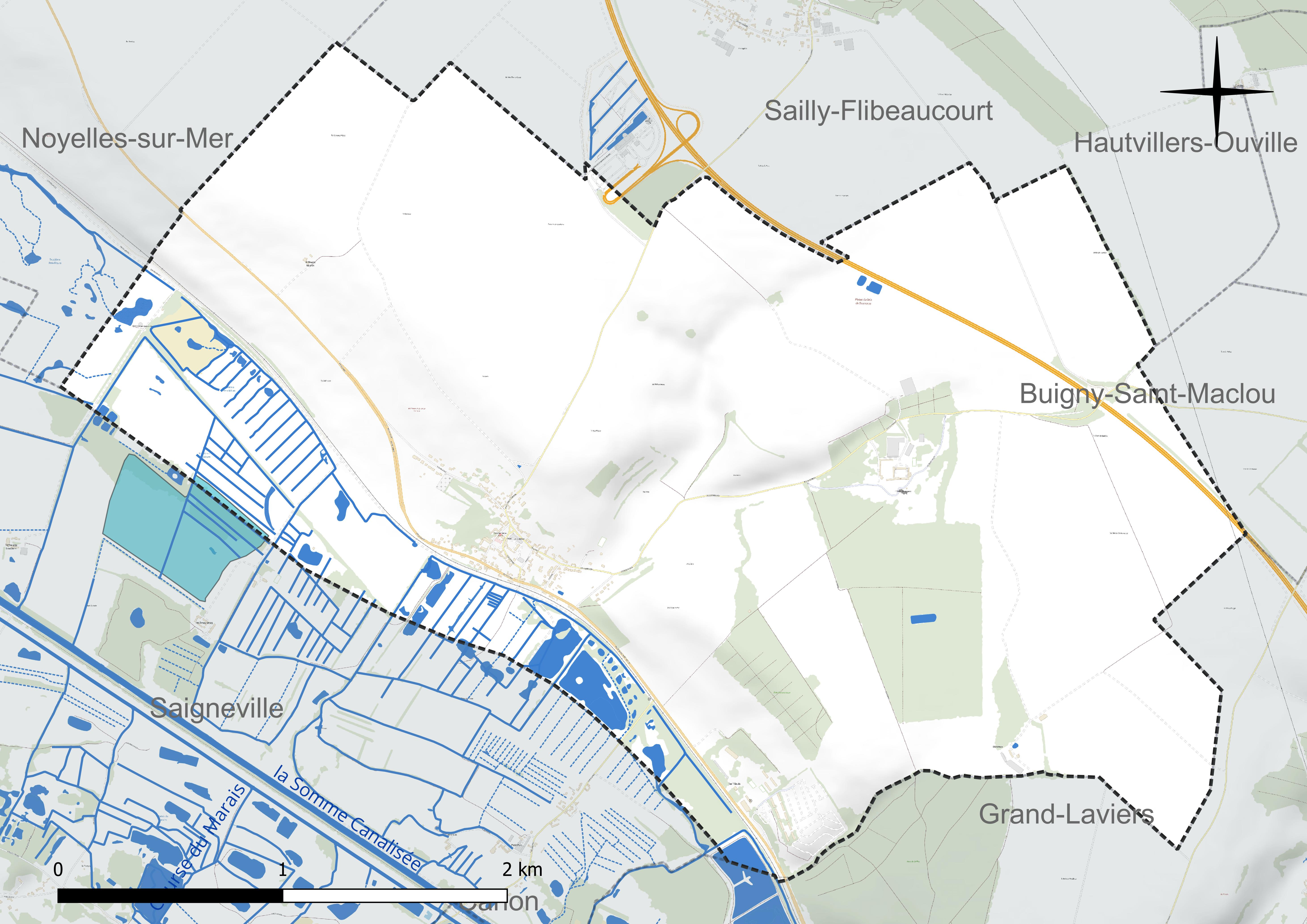
Réseau hydrographique de Port-le-Grand.

#### Gestion et qualité des eaux
Le territoire communal est couvert par le schéma d'aménagement et de gestion des eaux (SAGE) « Somme aval et Cours d'eau côtiers ». Ce document de planification concerne un territoire de 1 835 km2 de superficie, délimité par le bassin versant de la Somme canalisée. Le périmètre a été arrêté le 29 avril 2010 et le SAGE proprement dit a été approuvé le 6 août 2019. La structure porteuse de l'élaboration et de la mise en œuvre est le syndicat mixte d'aménagement hydraulique du bassin versant de la Somme (AMEVA).
La qualité des cours d'eau peut être consultée sur un site dédié géré par les agences de l'eau et l'Agence française pour la biodiversité.

### Climat
Pour des articles plus généraux, voir Climat des Hauts-de-France et Climat de la Somme.
En 2010, le climat de la commune est de type climat océanique franc, selon une étude du CNRS s'appuyant sur une série de données couvrant la période 1971-2000. En 2020, Météo-France publie une typologie des climats de la France métropolitaine dans laquelle la commune est exposée à un climat océanique et est dans la région climatique Côtes de la Manche orientale, caractérisée par un faible ensoleillement (1 550 h/an) ; forte humidité de l'air (plus de 20 h/jour avec humidité relative > 80 % en hiver), vents forts fréquents.
Pour la période 1971-2000, la température annuelle moyenne est de 10,5 °C, avec une amplitude thermique annuelle de 13 °C. Le cumul annuel moyen de précipitations est de 795 mm, avec 12,2 jours de précipitations en janvier et 8,2 jours en juillet. Pour la période 1991-2020, la température moyenne annuelle observée sur la station météorologique la plus proche, située sur la commune d'Abbeville à 8 km à vol d'oiseau, est de 11,0 °C et le cumul annuel moyen de précipitations est de 806,2 mm,. Pour l'avenir, les paramètres climatiques de la commune estimés pour 2050 selon différents scénarios d'émission de gaz à effet de serre sont consultables sur un site dédié publié par Météo-France en novembre 2022.

## Urbanisme

### Typologie
Au 1er janvier 2024, Port-le-Grand est catégorisée commune rurale à habitat dispersé, selon la nouvelle grille communale de densité à sept niveaux définie par l'Insee en 2022.
Elle est située hors unité urbaine. Par ailleurs la commune fait partie de l'aire d'attraction d'Abbeville, dont elle est une commune de la couronne,. Cette aire, qui regroupe 73 communes, est catégorisée dans les aires de 50 000 à moins de 200 000 habitants,.

### Occupation des sols
L'occupation des sols de la commune, telle qu'elle ressort de la base de données européenne d'occupation biophysique des sols Corine Land Cover (CLC), est marquée par l'importance des territoires agricoles (84,4 % en 2018), en diminution par rapport à 1990 (85,9 %). La répartition détaillée en 2018 est la suivante :
terres arables (77,3 %), prairies (7 %), zones humides intérieures (5,9 %), forêts (5,8 %), zones urbanisées (3,5 %), zones industrielles ou commerciales et réseaux de communication (0,3 %), eaux continentales (0,2 %). L'évolution de l'occupation des sols de la commune et de ses infrastructures peut être observée sur les différentes représentations cartographiques du territoire : la carte de Cassini (XVIIIe siècle), la carte d'état-major (1820-1866) et les cartes ou photos aériennes de l'IGN pour la période actuelle (1950 à aujourd'hui).

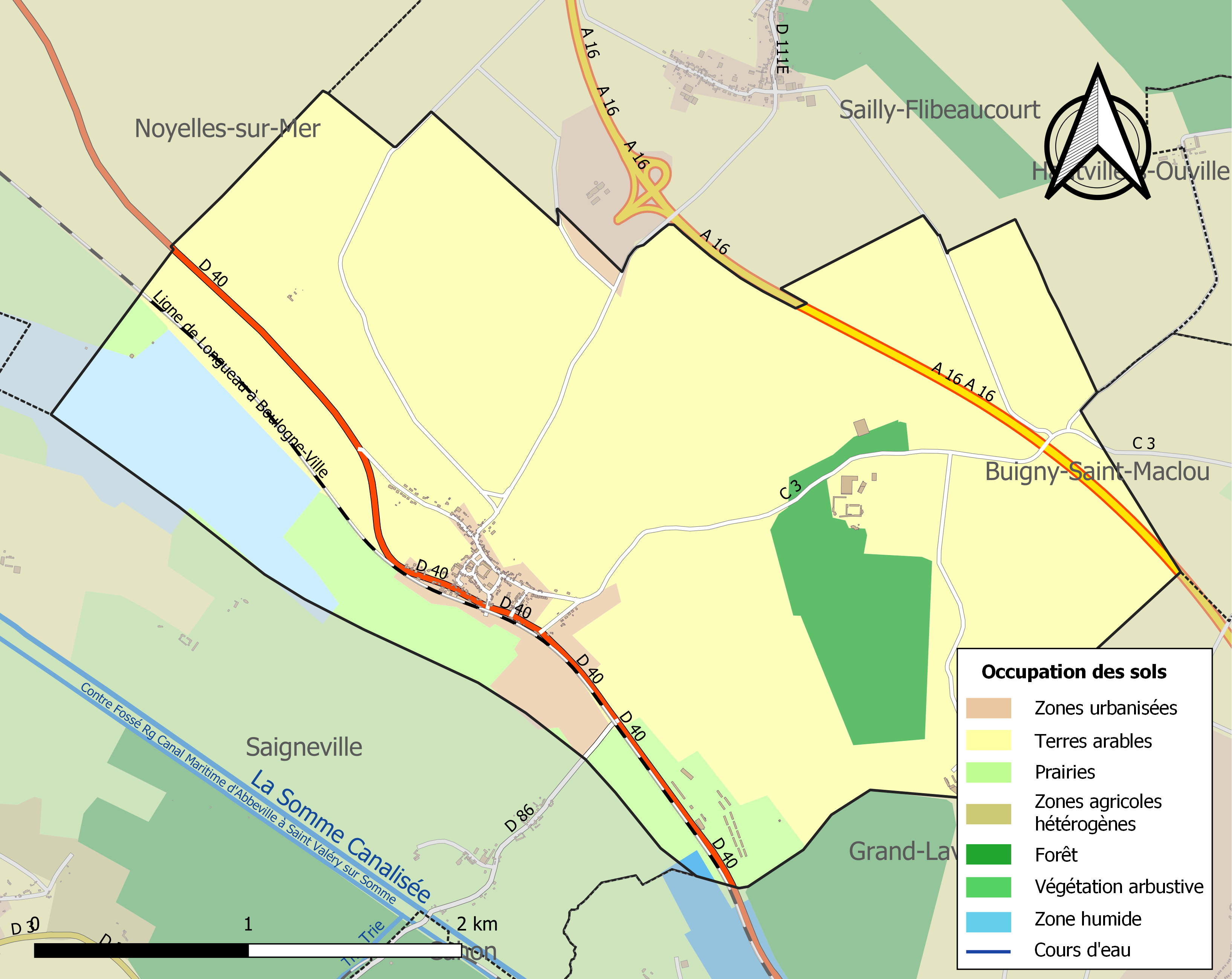
Carte des infrastructures et de l'occupation des sols de la commune en 2018 (CLC).

### Voies de communication et transports
La localité est desservie par les lignes d'autocars du réseau Trans'80, Hauts-de-France, chaque jour de la semaine sauf le dimanche et les jours fériés.

## Toponymie
Dès le VIIe siècle, dans "La vie de sainte Austreberte", on trouve Portus. Le nom de la localité est attesté sous les formes Portus Icius ; Portæ (XIIe siècle) ; Portus extra Sommonam (1121) ; Port (1147) ; Port ultra Somonam (1205) ; Portes (1492) ; Pames (1607) ; Grand Port (1634) ; Port sur la Mer (1681-1763) ; Port le Grand (1683) ; Pors (1713) ; Port-Bon (1763) ; Port-Grand (1766).
Dans l'étymologie grecque, Portus (VIIe siècle), est un mot dérivé du latin et signifie « passage », sur l'ancien cours de la Somme, de l'oil port suivi de l'article le et de l'adjectif grand.

## Histoire
(août 2015).

### Préhistoire
Des vases datant de l'âge du fer sont déposés au musée Boucher-de-Perthes. Ils ont été découverts à Port-le-Grand. Port-le-Grand était habité à l'âge du bronze.

### Antiquité
Des tombelles, buttes funèbres en forme de petites montagnes circulaires, ont été répertoriées sur le territoire communal. L'une d'entre elles porte le nom de Martimont (Mont de Mars, dieu de la guerre). D'après Legrand d'Aussy, elles datent de l'époque « où les Gaulois n'étaient pas encore sortis de l'état sauvage ».

### Moyen Âge
- Le gué de Blanquetaque commençait à mi-distance de Port-le-Grand et Noyelles-sur-Mer se dirigeant vers le sud sur Saigneville. Froissart nous dit qu'on pouvait « fermement charrier », autrement dit, faire des charrois sur terrain ferme. Ce lieu de traversée de la Somme fut utilisé à de nombreuses reprises par les armées qui s'illustrèrent en Vimeu et en Ponthieu.
- Aymeric, comte de Boulogne qui avait épousé en secondes noces la veuve de Ragnacaire faisait résidence à Port-le-Grand. Saint Honoré, évêque d'Amiens, était son fils[25].
- Dès le VIIe siècle, la présence d'un bac pour traverser la Somme paraît évidente. Les archives départementales sur l'État des péages et des bacs précisent qu'il y a un bac établi dans cet endroit, de temps immémorial, pour le passage du fleuve. Dans une charte en date du 23 avril 1361, on fait mention « des profits et émoluments du baach (bac) de la ville de Port ». Le sceau du passeur est retrouvé en 1887[26].

## Politique et administration
| Période | Période                      | Identité                     | Étiquette | Qualité                        |
| ------- | ---------------------------- | ---------------------------- | --------- | ------------------------------ |
| 1792    | 1794                         | François Mourot              |           |                                |
| 1794    | 1816                         | Charles Jean Baptiste Dulys  |           |                                |
| 1816    | 1823                         | Claude Maillet               |           |                                |
| 1823    | 1834                         | Jean Baptiste Henri Delavier |           |                                |
| 1834    | 1859                         | Ph. Hecquet d'Orval          |           |                                |
| 1859    | 1884                         | Pierre Emile Hecquet d'Orval |           |                                |
| 1884    | 1888                         | Oscar Maillet                |           |                                |
| 1888    | 1892                         | Achille Perin                |           |                                |
| 1892    | 1919                         | Oscar Maillet                |           |                                |
| 1919    | 1933                         | Joseph Denamps               |           |                                |
| 1933    | 1936                         | Achille Perin                |           |                                |
| 1936    | 1944                         | Jean Moisand                 |           |                                |
| 1944    | 1971                         | Rémy Devismes                |           |                                |
| 1971    | 1983                         | André Cacheleux              |           |                                |
| 1983    | En cours (au 8 octobre 2020) | Jean-Jacques Jameas          |           | Réélu pour le mandat 2020-2026 |

## Démographie
L'évolution du nombre d'habitants est connue à travers les recensements de la population effectués dans la commune depuis 1793. Pour les communes de moins de 10 000 habitants, une enquête de recensement portant sur toute la population est réalisée tous les cinq ans, les populations de référence des années intermédiaires étant quant à elles estimées par interpolation ou extrapolation. Pour la commune, le premier recensement exhaustif entrant dans le cadre du nouveau dispositif a été réalisé en 2006.

En 2022, la commune comptait 268 habitants, en évolution de −4,96 % par rapport à 2016 (Somme : −1,26 %, France hors Mayotte : +2,11 %).
| 1793 | 1800 | 1806 | 1821 | 1831 | 1836 | 1841 | 1846 | 1851 |
| ---- | ---- | ---- | ---- | ---- | ---- | ---- | ---- | ---- |
| 239  | 281  | 266  | 280  | 269  | 302  | 280  | 282  | 309  |

| 1856 | 1861 | 1866 | 1872 | 1876 | 1881 | 1886 | 1891 | 1896 |
| ---- | ---- | ---- | ---- | ---- | ---- | ---- | ---- | ---- |
| 278  | 269  | 296  | 292  | 289  | 295  | 299  | 286  | 289  |

| 1901 | 1906 | 1911 | 1921 | 1926 | 1931 | 1936 | 1946 | 1954 |
| ---- | ---- | ---- | ---- | ---- | ---- | ---- | ---- | ---- |
| 289  | 287  | 300  | 291  | 324  | 317  | 329  | 303  | 272  |

| 1962 | 1968 | 1975 | 1982 | 1990 | 1999 | 2006 | 2011 | 2016 |
| ---- | ---- | ---- | ---- | ---- | ---- | ---- | ---- | ---- |
| 282  | 270  | 275  | 272  | 332  | 312  | 302  | 283  | 282  |

| 2021 | 2022 | - | - | - | - | - | - | - |
| ---- | ---- | - | - | - | - | - | - | - |
| 277  | 268  | - | - | - | - | - | - | - |

## Culture locale et patrimoine

### Lieux et monuments
- Église Saint-Honoré.
- Gué de Blanquetaque.
- Château des tilleuls, siège d'un terrain de camping.
- Les zones humides locales constituent une partie du site Ramsar de la Baie de Somme et des marais arrière-littoraux (28 communes) dont l'avifaune atteint 365 espèces d'oiseaux sur plus de 19 000 hectares[33].

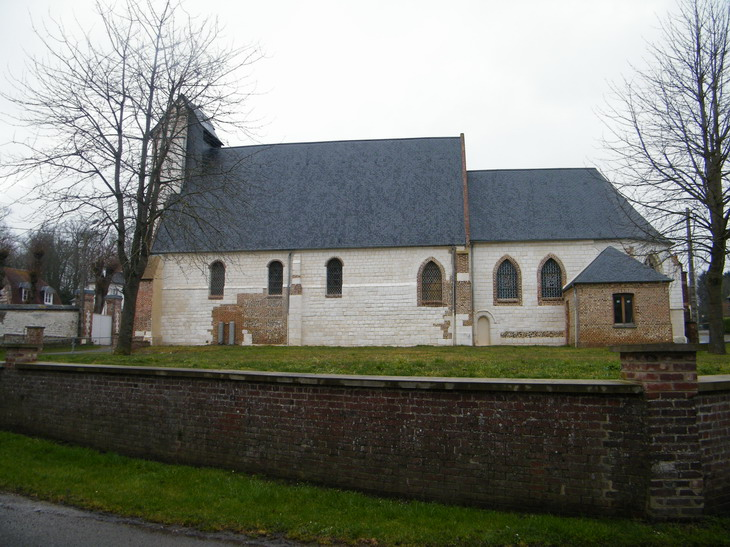
Église Saint-Honoré.
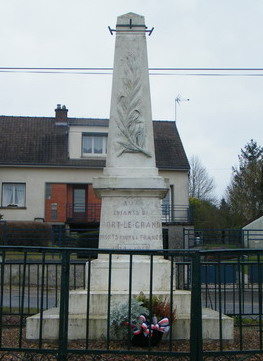
Monument aux morts pour la patrie.
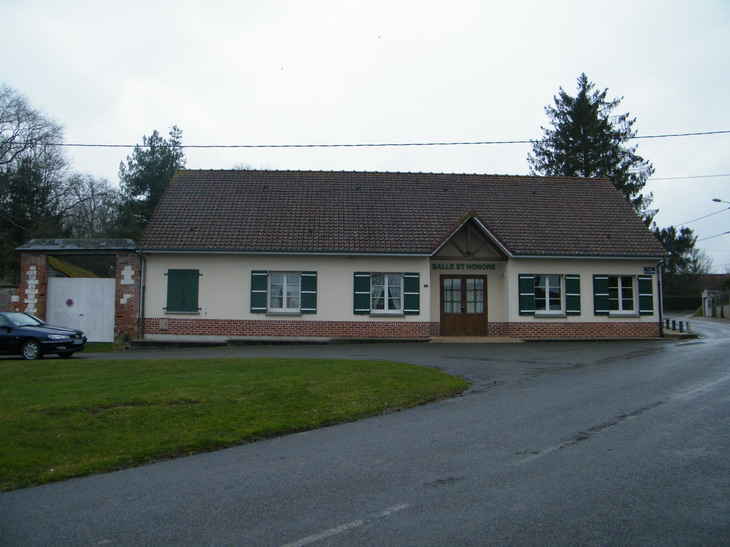
Salle communale Saint-Honoré.
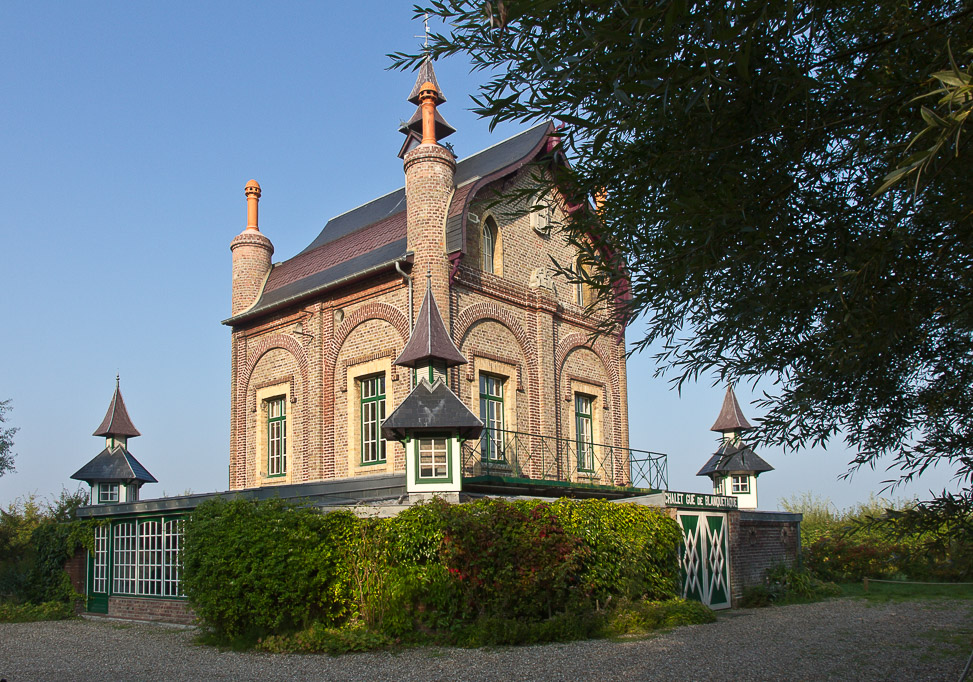
Chalet du Gué de Blanquetaque
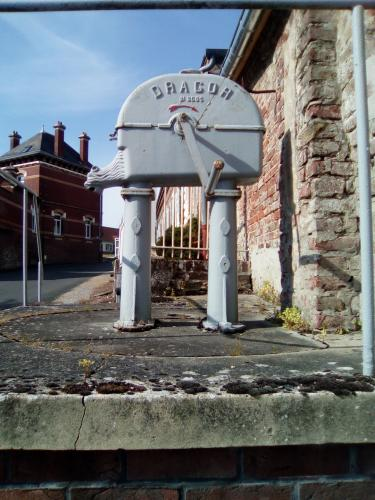
Pompe Dragor communale.

### Personnalités liées à la commune
- Saint Honoré (?-16 mai 600), saint picard, né et mort à Port-le-Grand, évêque d'Amiens en 566, patron des boulangers[34].
- Sainte Austreberthe de Pavilly (630-704), religieuse bénédictine. Florentin Lefils cite pour source le père Ignace (le plus ancien des historiens ecclésiastiques de la région abbevilloise) et reprend que, venant visiter par dévotion le tombeau de saint Honoré derrière le chœur de l'église de Port-le-Grand, Austreberthe y fonda un couvent de bénédictines qui fut détruit en 881 par les Vikings[35].
- Barré, volontaire au 3e bataillon du district d'Abbeville en 1793, trouve 17 000 livres à Momignies et les remet à son père qui sera inculpé puis acquitté en 1795 : les assignats étaient faux[36].